# Jacques Foix

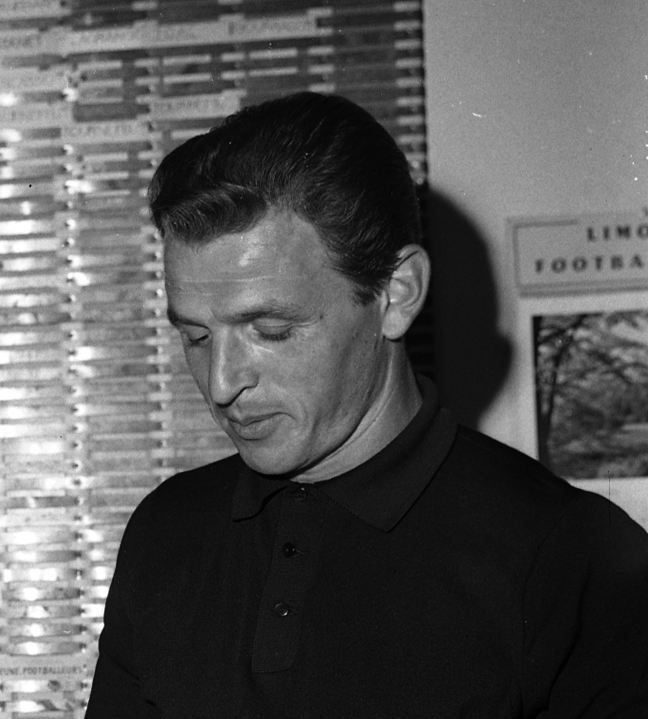
Jacques Foix, 1961

Jacques Foix (* 26. November 1930 in Mont-de-Marsan; † 14. Juni 2017 in Dax, Département Landes) war ein französischer Fußballspieler.

## Vereinslaufbahn
Jacques Foix spielte bis zu seinem 21. Lebensjahr bei Stade Montois, dem Verein seiner Geburtsstadt, Fußball. Das Talent des Mittelstürmers bei dem kleinen Amateurklub wurde früh erkannt, weshalb er als A-Jugendlicher auch bereits in die französische Jahrgangsauswahl berufen wurde. 1951 holte ihn der RC Paris in seine Erstligamannschaft, und darin setzte sich Foix schon in seiner ersten Saison als Berufsfußballer durch, an deren Ende er es mit 15 Punktspieltreffern auf Rang 11 der Torjägerliste gebracht hatte. Als Racing ein Jahr später in die zweite Division absteigen musste, fand er in der AS Saint-Étienne einen neuen Verein. Mit den Stéphanois spielte er in den folgenden drei Jahren immer um die Meisterschaft mit, auch wenn es zum Titelgewinn nie ganz reichte. Unter Trainer Jean Snella und an der Seite von Internationalen wie Kees Rijvers, Torhüter Claude Abbes, Rachid Mekhloufi, Eugène Njo-Léa, Yvon Goujon oder René Ferrier wurde er 1954/55 mit 17 Treffern fünft- und 1955/56 mit 20 Punktspieltoren sogar drittbester Schütze der Division 1, außerdem zum A-Nationalspieler (siehe unten).
1956 wechselte Jacques Foix zum amtierenden französischen Meister OGC Nizza, wo er die folgenden fünf Jahre spielte. Gleich im ersten Jahr an der Côte d’Azur brachte er es mit den „Jungadlern“ – Aiglons war und ist der in Frankreich verbreitete Spitzname der OGC-Spieler – im Pokal bis ins Halbfinale; dies blieb der größte Erfolg, den er in diesem traditionsreichen Wettbewerb während seiner gesamten Karriere erzielen konnte. Dafür gewann er 1958/59 mit der Meisterschaft der Division 1 seinen ersten Titel, nachdem die Mannschaft nach zahlreichen Abgängen (u. a. Antoine Cuissard, Joseph Ujlaki und Torwart Dominique Colonna) einen starken Umbruch erfahren hatte. Foix, der neben Victor Nurenberg und André Chorda zu den verbliebenen Korsettstangen der Elf gehörte, hatte zu dem Meistertitel 18 Treffer beigesteuert und brachte es damit noch einmal unter die besten zehn Torschützen der Liga. Doch obwohl Nizza sich für die Folgesaison mit Héctor De Bourgoing weiter verstärkte, schlossen sich zwei Spielzeiten an, in denen die Aiglons national wieder nur noch Mittelmaß darstellten. Im Europapokal der Landesmeister 1959/60 allerdings trafen sie nach Erfolgen über die Shamrock Rovers und Fenerbahçe Istanbul im Viertelfinale – genau wie 1956/57 – auf den späteren Sieger Real Madrid, gegen den sie diesmal allerdings zumindest ihr Heimspiel gewannen, was bis dahin noch keiner französischen Mannschaft gelungen war. Bei beiden Austragungen bestritt Jacques Foix sämtliche Spiele des OGC Nizza und war mit jeweils fünf Treffern auch dessen erfolgreichster Torschütze.
1961 nahm ihn der Toulouse FC unter Vertrag, von dem Foix sich aber nach nur einer Spielzeit im Tabellenmittelfeld wieder trennte. Er kehrte zur AS Saint-Étienne zurück und wechselte damit erstmals in seiner Profikarriere in die zweite Division, in die der Verein gerade abgestiegen war. Als Gewinner der Coupe de France vertrat die ASSE Frankreich im Europapokal der Pokalsieger, schied im Achtelfinale allerdings gegen den 1. FC Nürnberg aus. Dafür beendete Saint-Étienne aber die Saison als Zweitligameister, wozu der inzwischen stärker zurückhängend agierende Jacques Foix immerhin noch acht Treffer beigesteuert hatte. Und zwölf Monate später rangierte der Aufsteiger auch in der Abschlusstabelle der höchsten Spielklasse auf dem ersten Platz, erneut mit neun Foix-Toren. Jacques Foix gewann seinen zweiten Meistertitel in einer Mannschaft, von deren Mitgliedern er mit einigen bereits Mitte der 1950er Jahre zusammengearbeitet hatte (Trainer Snella, Mekhloufi und Ferrier); aber auch mit seinen neuen Mitspielern wie Robert Herbin, Aimé Jacquet und Torjäger André Guy harmonierte er prächtig.
Mit diesem Titel beschloss der inzwischen 33-Jährige, seine Karriere zu beenden. Anschließend kehrte er in seine südwestfranzösische Heimat zurück, wo er zunächst im väterlichen Versicherungsagenturbüro in Mont-de-Marsan arbeitete und es später übernahm.
Foix verstarb am 14. Juni 2017 im Alter von 86 Jahren in Dax.

### Stationen
- bis 1951 Stade Montois
- 1951–1953 Racing Club de Paris
- 1953–1956 Association Sportive de Saint-Étienne
- 1956–1961 Olympique Gymnaste Club de Nice
- 1961/62 Toulouse Football Club
- 1962–1964 Association Sportive de Saint-Étienne (davon 1962/63 in D2)

## In der Nationalmannschaft
Bereits im Frühjahr 1949 gewann Jacques Foix mit der A-Jugend-Nationalelf in den Niederlanden die zum zweiten Mal ausgetragene Junioren-Europameisterschaft durch einen 4:1-Endspielsieg gegen die Gastgeber. Zu seinen bekanntesten Mitspielern gehörten Jean Beraudo, Antoine Bonifaci, Jean-Claude Kuhnapfel, Francis Méano und Jean Vincent.
Zwischen Dezember 1953 und März 1956 bestritt er sieben A-Länderspiele mit der Herrennationalelf; auch in diesem Kreis erzielte er drei Treffer. Sein bemerkenswertester Auftritt war die mit 3:1 gewonnene Freundschaftsbegegnung im Oktober 1954 gegen den frischgebackenen Weltmeister Deutschland: Foix saß bei Anpfiff zunächst nur auf der Reservebank im hannoverschen Niedersachsenstadion; nach einer knappen halben Stunde verletzte sich Larbi Ben Barek, und nur sechs Minuten später gelang dem für ihn eingewechselten Angreifer der Führungstreffer, dem Jean Vincent zwei Minuten später das 2:0 folgen ließ. Nach der Pause erhöhte wiederum Foix nach Zuspiel von Raymond Kopa auf 3:0. Am Tag darauf titelte L’Équipe „Avec Foix et courage“ (ein Wortspiel, das in der gleichklingenden Schreibweise Avec foi et courage übersetzt „Mit Überzeugung und Mut“ heißt). Auch sein letztes Länderspiel (gegen Österreich) endete mit einem 3:1-Sieg.
Bei der vorangehenden Weltmeisterschafts-Endrunde in der Schweiz war Jacques Foix trotz eines Treffers im Qualifikationsspiel gegen Luxemburg nicht in das französische Aufgebot berufen worden. Und vier Jahre später gehörte er erneut nicht zum Kreis derjenigen, die die WM in Schweden bestritten: die Mittelstürmerposition bei den Bleus war insbesondere durch René Bliard und Just Fontaine besetzt.

## Palmarès
- Französischer Meister 1959, 1964
- Junioren-Europameister 1949
- 7 A-Länderspiele (3 Treffer) für Frankreich
- 361 Spiele und 132 Tore in der Division 1, davon 52/24 für Racing Paris, 129/54 für ASSE, 162/50 für Nizza, 18/4 für Toulouse[11]
- 14 Spiele und 10 Tore im Europapokal der Landesmeister für Nizza, 1 Spiel (0 Tore) im Europapokal der Pokalsieger für Saint-Étienne
- Rang 31 der ewigen Erstligatorjägerliste Frankreichs